# Alberto di Giussano (croiseur)
Pour les articles homonymes, voir Alberto da Giussano (homonymie).
L'Alberto di Giussano était un croiseur léger de classe Alberto di Giussano ayant servi dans la Regia Marina pendant la Seconde Guerre mondiale.

## Historique
À son admission au service actif, le croiseur léger est affecté au 2e Escadron, participant comme toute la marine italienne à la guerre d'Espagne, soutenant le camp nationaliste.
Lorsque l'Italie entre en guerre le 10 juin 1940, l'Alberto di Giussano est intégré dans la 4e Division de croiseurs, division qu'il forme avec son sister-ship Alberico da Barbiano. Il participe à la bataille de Calabre le 9 juillet 1940 contre la Royal Navy. Il assura ensuite la couverture d'opérations de mouillage de mines pour protéger Pantelleria puis la protection des convois destinés à ravitailler les forces de l'Axe en Afrique du Nord.
Le 12 décembre 1941, le Giussano et le Barbiano de la 4e division furent chargés d'une mission de ravitaillement en carburant au profit de l'Afrikakorps, accompagné par le torpilleur Cigno. Chargés de 2 000 tonnes de carburant en jerrycan, les trois navires quittèrent Palerme pour Tripoli.
Au même moment, la 4e Flottille de destroyers avait appareillé de Malte pour gagner Alexandrie.
Elle fut repérée par un avion italien, mais la Supermarina estima que les navires ennemis ne pourraient atteindre le cap Bon avant le passage des deux croiseurs et du torpilleur.
Les deux forces ennemies entrèrent au contact le 13 décembre 1941 dans la nuit, les Alliés surprenant les Italiens grâce au radar, lançant des torpilles avant d'ouvrir le feu. L'Alberto di Giussano et l'Alberico da Barbiano, qui encaissèrent respectivement une et trois torpilles, coulent rapidement vers quatre heures du matin. Le torpilleur, après avoir lutté contre le destroyer néerlandais, récupéra 500 survivants aidé par plusieurs vedettes MAS. 283 des 720 hommes à bord meurent dans le naufrage. Le commandant du navire, le capitaine Giovanni Marabotto, était parmi les survivants.